# Escudo de las Islas Cocos
La versión actual del emblema oficial o escudo del Condado de las Islas Cocos, o de las Islas Keeling fue aprobado en sesión ordinaria de su Consejo de Gobierno, celebrada el 28 de marzo de 2007.
Este emblema posee un diseño esquemático e informal, característico de un logotipo. Con los colores elegidos se ha deseado reflejar el clima cálido y festivo que agrada a naturales y visitantes. Los elementos que lo componen están relacionados con el océano, que condiciona numerosos aspectos de la vida cotidiana en estas islas. Son los siguientes:
- La planta del cocotero representa la flora de las islas.
- El jukong (un bote utilizado por los naturales de las islas) simboliza la población del archipiélago.
- La tortuga marina representa la fauna.
- Los trazos de color azul reflejan el océano Índico.[1]

## Escudo y emblema antiguos
En el pasado existía un escudo considerado como propio de las islas. Su descripción heráldica o blasonamiento es la siguiente:

Escudo cuartelado, en el primero y el cuarto, de azur, un pez en banda de plata invertido en el cuarto; en el segundo y el tercero, de plata, un ave pasante en su color; sobre el todo, en abismo una “Z” de sable. Al timbre un burelete de gules y plata sumado de un brazo de carnación que sostiene una rosa de gules hojada y tallada de sínople. Por sostenes, dos cocoteros en su color terrasados de sínople. Por divisa, en una lista de oro cargada de “Maju Pulu Kita”de sable.

El escudo consistió en un cuartelado, dividido en cuatro, en el que aparecían representados un pez “de plata” (blanco o gris heráldico) en un campo “de azur” (azul heráldico) y un ave en su color natural, situada en un campo “de plata”. En la parte central del escudo figuraba la letra “Z” “de sable” (negro heráldico) .
El timbre heráldico se componía de un burelete, que es un adorno del yelmo y una cimera con forma de antebrazo que sujetaba una rosa de “de gules” (rojo heráldico). Poseía como sostenes dos cocoteros, una especie común en la isla.
En la parte inferior, en un pergamino figuraba el lema en latín “Pro Patria” que fue sustituido por “Maju Pulu Kita”. Su traducción significa Adelante nuestra isla.
La empresa Clunies-Ross, que controló el archipiélago desde el siglo XIX, expidió cheques y monedas en los que figuraba este escudo cuartelado, por lo que es probable que fuese el blasón de la familia que fundó y le dio nombre a la compañía.
Posteriormente el gobierno del Condado de las Islas Cocos adoptó como símbolo un emblema, con la forma característica de un sello, que contaba con un cocotero como motivo central. El cocotero se encontraba colocado sobre un cartucho que contenía el lema “Maju Pulu Kita” (que ya había figurado en el escudo) y rodeado por la frase en inglés: “Cocos (Keeling) Islands Shire Council” (“Consejo del Condado de las Islas Cocos o Keeling”).